# Estação Nevskii Prospekt
Nevskii Prospekt (em russo:  Невский проспект) é uma das estações da linha Moskovsko-Petrogradskaia (Linha 2) do metro de São Petersburgo, na Rússia. Estação «Nevskii Prospekt» está localizada entre as estações «Gorkovskaia» (ao norte) e «Sennaia Ploshchad» (ao sul).